# Kavi Pradeep
Kavi Pradeep (Barnagar, 6 de febrero de 1915-Bombay, 11 de diciembre de 1998), cuyo nombre verdadero era Ramchandra Baryanji Dwivedi, fue un reconocido cantante, poeta y compositor indio conocido por su famosa canción titulada "Watan Ke Ay", un tema musical dedicado a los muertos caídos por la defensa del país, durante la guerra chino-india.
Su primer reconocimiento fue por interpretar canciones patrióticas para la película titulada "Bandhan" película, luego escribió otro tema musical de sentido patriótica titulada, "Puerta Haaton aye Duniya Walon" (Move Away Outsiders O), que fue también uno de sus primeros éxitos en su natal India para celebrar las bodas de oro de la película titulada, Kismet (1943), su condición como escritor nacionalista, quedó inmortalizado como, tan pronto después de la difusión de la película, después de haber provocado la ira al gobierno británico, se vio obligado a pasar a la clandestinidad para evitar de ser arrestado. 
En un lapso de su carrera artística, de casi cinco décadas, Kavi Pradeep, escribió alrededor de 1.700 canciones, que eran poemas nacionalistas, incluyendo las composiciones para unas 72 películas, incluyendo éxitos como "Chal Chal Re Naujawan", film Bandhan (1940), "Aao Bachchon Tumhe Dikhayen" y "De Di Hame Azaadi Bina Khadag Bina Dhaal", film Jagriti (1954), y "Yahaan vahaan jahaan tahaan mat poochho kahaan kahaan", film Jai Santoshi Ma, (1975). Por la que también hizo una versión de playback o reproducción en estas películas. En 1958, HMV, lanzó un álbum de 13 canciones de su propia autoría, que pronto le hicieron el Rashtrakavi, (Poeta Laureado), y llegó a ser conocido como, Kavi Pradeep 
En 1997, fue honorificado por el premio más importante de la India en el cine,"Dada Saheb Phalke" Premio por su gran Trayectoria. 

## Canciones populares
- “Aye Mere Watan Ke Logo” 	 (Kangan)
- “Sooni padi re sitar” 	(Kangan)
- “Nacho nacho pyare man ke mor” 	(Punar Milan)
- “Chal chal re nau javan” 	(Bandhan)
- “Chane jor garam babu” 	(Bandhan)
- “Piyoo piyoo bol pran papihe” 	(Bandhan)
- “Ruk na sako to jao” 	(Bandhan)
- “Kheencho kaman kheencho” 	(Anjan)
- “Jhoole ke sang jhoolo” 	(Jhoola)
- “Na jane kidhar aaj meri nao chali re” 	(Jhoola)
- “Main to dilli se dulhan laya re” 	(Jhoola)
- “Aaj mausam salona salona re” 	(Jhoola)
- “Mere bichhade hue saathi” 	(Jhoola)
- “Door hato ae duniya walo Hindustan hamara hai 	(Kismet)
- “Dheere dheere aa re badal” 	(Kismet)
- “Papiha re, mere piyase” 	(Kismet)
- “Ghar ghar mein diwalee hai mere ghar me andhera” 	(Kismet)
- “Ab tere siva kaun mera” 	(Kismet)
- “Har har mahadeo allah o akbar” 	(Chal Chal Re Naujawan)
- “Ram bharose meri gadi” 	(Girl”s School)
- “Oopar gagan vishal” 	(Mashal)
- “Kiski kismet mein kya likha” 	(Mashal)
- “Aaj ashia ke logon ka kafila chala” 	(Kafila)
- “Koyal bole ku” 	(Baap Beti)
- “Kahna bahjaye bansari” 	(Nastik)
- “Jai jai ram raghurai” 	(Nastik)
- “Kitna badal gaya insan” 	(Nastik)
- “Gagan jhan jhana raja” 	(Nastik)
- “Tere phoolon se bhi pyar” 	(Nastik)
- “Sabarmati ke sant” 	(Jagriti)
- “Hum laye hain toofan se” 	(Jagriti)
- “Chalo chalen maa” 	(Jagriti)
- “Aao bachacho tumhen dikhayen” 	(Jagriti)
- “Tere dwar khada bhagwan” 	(Waman Avtar)
- “Kahe ko bisara hari naam, maati ke putle” 	(Chakradhari)
- “Doosara o ka dukhada door karne wale” 	(Dashera)
- “Tunnaak tunnak bole re mera ektara” 	(Ram Navmi)
- “Pinjare ke panchhi re” 	(Naag Mani) (video search)
- “Koi lakh kare chaturai” 	(Chandi Pooja)
- “Nai umar ki kaliyo tumko dekh rehiduniya sari” 	(Talaq)
- “Bigul baj raha azadi ka” 	(Talaq)
- “Mere jeevan mein kiran ban ke” 	(Talaq)
- “Mukhada dekhle praani” 	(Do Bahen)
- “Insan ka insan se ho bhaichara” 	(Paigham)
- “O ameeron ke parameshwar” 	(Paigham)
- “Jawani mein akelapan” 	(Paigham)
- “O dildaar bolo ek baar” 	(School Master)
- “Aaj suno hum get vida ka garaha” 	(School Master)
- “Sanvariya re apni meera ko bhool na jana” 	(Aanchal)
- “Na jane kahan tum the” 	(Zindgi aur khwab)
- “Aaj ke is insaan ko ye kya hogaya” 	(Amar Rahe Ye Pyar)
- “Sooraj re jalte rahena” 	(Harishchandra Taramati) (video search)
- “Toot gayee hai mala” 	(Harishchandra Taramati)
- “Janma bhoomi maa” 	(Netaji Subhash Chandra Bose)
- “Suno suno desh ke Hindu - musalman” 	(Netaji Subhash Chandra Bose)
- “Bharat ke liye bhagwan ka ek vardaan hai ganga” 	(Har har gange)
- “Chal akela chal akela” 	(Sambandh)
- “Tum ko to karodon saal hue” 	(Sambandh)
- “Jo diya tha tumne ek din” 	(Sambandh)
- “Andhere mein jo beithe ho     (Sambandh)
- “Ye khushi leke main kya karoon” 	(Har har gange)
- “Sukh dukh dono rehte” 	(Kabhi dhoop kabhi chhaon)
- “Hay re sanjog kya ghadi dikhlai” 	(Kabhi dhoop kabhi chhaon)
- “Chal musafir chal” 	(Kabhi dhoop kabhi chhaon)
- “Jai Jai narayan narayan hari hari” 	(Haridarshan)
- “Pabhu ke bharose han ko gaadi” 	(Haridarshan)
- “Maarnewala hai bhagwan bachanewala hai bhagwan” 	(Haridarshan)
- “Main is paar” 	(Agni rekha)
- “Main to aarti utaron” 	(Jai Santoshi Maa)
- “Yahan wahan jahan tahan” 	(Jai Santoshi Maa)
- “Mat ro mat ro aj” 	(Jai Santoshi Maa)
- “Karati hoon tumhara vrat main” 	(Jai Santoshi Maa)
- “Madad karo santoshi mata” 	(Jai Santoshi Maa)
- “He maruti saari ram katha ka” 	(Bajrangbali)
- “Banjaa hoon main” 	(Aankha ka tara)
- “Aye Mere Watan Ke Logon”[1]

## Premios
- Sangeet Natak Akademi Award - 1961
- BFJA Award Jai Santoshi Maa (1975)